# Dreamward
Le Dreamward est un paquebot de croisière de la compagnie Norwegian Cruise Line construit en 1992 par les Chantiers de l'Atlantique, démantelé en 2022.

## Présentation
Il est le premier d'une série de deux jumeaux avec le Windward lancé l'année suivante pour la compagnie Kloster Cruise Limited . Vendu en 1998 au croisiériste norvégien , comme son jumeau, il fut rallongé de 40 m en Allemagne puis renommé Norwegian Dream.
Locaux publics : 
- 4 restaurants (442, 230, 282 et 76 places),
- 1 pizzeria (40 places),
- 1 grand salon/salle de spectacles (710 places),
- 1 piano-bar (171 places),
- 1 salon-bar (48 places),
- 1 centre de conférences (60 places),
- 1 casino,
- 1 salon panoramique (148 places),
- 1 discothèque (180 places),
- 1 bar-grill (95 places),
- 2 piscines

```
The "Norwegian Dream
 passed the Kiel Canal many Times
[
1
]
.
```